# Неоптолем I
Неоптоле́м I — царь Эпира из рода Пирридов, правивший в 361 году до н. э.
Неоптолем I был сыном Алкета I. После смерти отца он правил совместно с братом Аррибом до своей смерти около
360 года до н. э..
Неоптолем имел двух детей: сына Александра I и дочь Олимпиаду, которая была матерью Александра Македонского.